# La gabbia (film 1985)
La gabbia è un film del 1985, diretto da Giuseppe Patroni Griffi con Laura Antonelli, Tony Musante e Florinda Bolkan.

## Trama
Michael gestisce a Parigi un'agenzia pubblicitaria e ha una relazione con la divorziata Hélène. Durante una momentanea assenza della compagna, Michael incontra per caso sul pianerottolo di casa una donna che non riconosce subito: si tratta di Marie, sua vecchia fiamma con la quale da ragazzo ha avuto una breve storia. La passione esplode di nuovo, ma stavolta la scappatella si trasforma in una seduzione molto pericolosa: finito a letto con Marie, Michael si risveglia incatenato da questa per non venire nuovamente abbandonata, sottoposto a torture e umiliazioni con la complicità della giovanissima figlia Jacqueline, anche lei segretamente attratta dall'uomo.

## Produzione
Il regista Lucio Fulci contribuì alla sceneggiatura, ma poiché il film venne girato nel periodo nel quale era ricoverato in ospedale a causa di una epatite, non fu in grado di dirigerlo.
Il film si basa sul racconto L'occhio, scritto dal regista Francesco Barilli. Barilli avrebbe voluto dirigere lui stesso la pellicola, ma ebbe difficoltà a ottenere il sostegno e si oppose al desiderio dei produttori di avere Shelley Winters nel ruolo della protagonista. Quindi cedette i diritti a Patroni Griffi che lo produsse e diresse, cambiando il titolo in La gabbia. Barilli disse del prodotto finito: «Parliamoci francamente, quel film fa schifo.... » e Fulci arrivò anche ad insultare Patroni Griffi, accusandolo di avergli rubato la possibilità di dirigere il film.